# Parkston
Parkston è un centro abitato (city) degli Stati Uniti d'America, situato nella contea di Hutchinson nello Stato del Dakota del Sud. La popolazione era di 1,508 persone al censimento del 2010.

## Storia
La città prende il nome da R. S. Parke, un proprietario di un terreno.  Parkston venne fondata nel 1886.

## Geografia fisica
Parkston è situata a 43°23′39″N 97°59′14″W (43.394269, -97.987279).
Secondo lo United States Census Bureau, ha un'area totale di 0,91 miglia quadrate (2,36 km²).

## Società

### Evoluzione demografica
Secondo il censimento del 2010, c'erano 1,508 persone.

### Etnie e minoranze straniere
Secondo il censimento del 2010, la composizione etnica della città era formata dal 97,1% di bianchi, lo 0,2% di afroamericani, l'1,7% di nativi americani, lo 0,1% di asiatici, e lo 0,9% di due o più etnie. Ispanici o latinos di qualunque razza erano lo 0,5% della popolazione.